# Агата Петшик
Агата Петшик (пол. Agata Pietrzyk; нар. 21 липня 1988, Зґожелець) — польська борчиня вільного стилю, срібна та бронзова призерка чемпіонатів світу, бронзова призерка чемпіонату Європи.

## Життєпис
Боротьбою почала займатися з 2000 року. Була бронзовою призеркою чемпіонату світу 2007 року серед юніорів, срібною призеркою чемпіонату Європи того ж року серед юніорів та чемпіонкою Європи 2008 року серед юніорів.
Виступала за борцівський клуб «Suples Krasnik» Зґожелець. Тренер — Ярослав Козак.

## Спортивні результати на міжнародних змаганнях

### Виступи на Чемпіонатах світу
| Змагання                        | Збірна | Вагова категорія          | Місце  |
| ------------------------------- | ------ | ------------------------- | ------ |
| Чемпіонат світу з боротьби 2007 | Польща | жіноча боротьба, до 59 кг | 10     |
| Чемпіонат світу з боротьби 2008 | Польща | жіноча боротьба, до 59 кг | Бронза |
| Чемпіонат світу з боротьби 2009 | Польща | жіноча боротьба, до 59 кг | Срібло |
| Чемпіонат світу з боротьби 2011 | Польща | жіноча боротьба, до 59 кг | 10     |

### Виступи на Чемпіонатах Європи
| Змагання                         | Збірна | Вагова категорія          | Місце  |
| -------------------------------- | ------ | ------------------------- | ------ |
| Чемпіонат Європи з боротьби 2008 | Польща | жіноча боротьба, до 59 кг | 7      |
| Чемпіонат Європи з боротьби 2009 | Польща | жіноча боротьба, до 59 кг | 5      |
| Чемпіонат Європи з боротьби 2010 | Польща | жіноча боротьба, до 55 кг | Бронза |
| Чемпіонат Європи з боротьби 2011 | Польща | жіноча боротьба, до 59 кг | 8      |

### Виступи на інших змаганнях
| Змагання                                    | Збірна | Вагова категорія          | Місце  |
| ------------------------------------------- | ------ | ------------------------- | ------ |
| Міжнародний меморіал Дейва Шульца 2008      | Польща | жіноча боротьба, до 55 кг | Бронза |
| Klippan Lady Open 2008                      | Польща | жіноча боротьба, до 55 кг | 14     |
| Austrian Ladies Open 2008                   | Польща | жіноча боротьба, до 59 кг | 5      |
| Klippan Lady Open 2009                      | Польща | жіноча боротьба, до 59 кг | Бронза |
| Klippan Lady Open 2011                      | Польща | жіноча боротьба, до 59 кг | 5      |
| Гран-прі Німеччини з боротьби 2011          | Польща | жіноча боротьба, до 55 кг | 8      |
| Відкритий чемпіонат Польщі з боротьби 2011  | Польща | жіноча боротьба, до 55 кг | Срібло |
| Золотий Гран-прі з боротьби 2012 (Кліппан ) | Польща | жіноча боротьба, до 55 кг | 10     |

### Виступи на змаганнях молодших вікових груп
| Змагання                                       | Збірна | Вагова категорія          | Місце  |
| ---------------------------------------------- | ------ | ------------------------- | ------ |
| Чемпіонат Європи з боротьби серед юніорів 2007 | Польща | жіноча боротьба, до 59 кг | Срібло |
| Чемпіонат світу з боротьби серед юніорів 2007  | Польща | жіноча боротьба, до 59 кг | Бронза |
| Чемпіонат Європи з боротьби серед юніорів 2008 | Польща | жіноча боротьба, до 59 кг | Золото |
| Чемпіонат світу з боротьби серед юніорів 2008  | Польща | жіноча боротьба, до 59 кг | 13     |
| Чемпіонат Європи з боротьби серед кадетів 2004 | Польща | жіноча боротьба, до 46 кг | 8      |